# Parastenheliidae
Parastenheliidae é uma família de crustáceos da ordem Harpacticoida.